# Cantone di Mulhouse-Sud
Il Cantone di Mulhouse-Sud era una divisione amministrativa dell'arrondissement di Mulhouse.
A seguito della riforma approvata con decreto del 21 febbraio 2014, che ha avuto attuazione dopo le elezioni dipartimentali del 2015, è stato soppresso.

## Composizione
Comprendeva parte della città di Mulhouse e i comuni di 
- Bruebach
- Brunstatt
- Didenheim
- Flaxlanden
- Galfingue
- Heimsbrunn
- Morschwiller-le-Bas
- Zillisheim